# Kevin Wert
Kevin Wert (né le 10 mars 1975) est un ancien skieur alpin canadien, champion du monde junior de descente et athlète olympique en 1998.

## Palmarès

### Jeux Olympiques
Kevin Wert participe à une édition des Jeux olympiques, en 1998 à Nagano ou il se classe dix-neuvième de la descente remportée par Jean-Luc Crétier,.

### Coupe du Monde
Entre 1994 et 2001 Kevin Wert prend trente-cinq départs en Coupe du Monde,.
- Meilleur classement final : 84e en 1999[5].
- Meilleur classement en descente : 30e en 2000[5].
- Meilleur résultat : 6e[4].

#### Classements
| Saison / Épreuve | Saison / Épreuve | Général | Général | Descente | Descente |
| ---------------- | ---------------- | ------- | ------- | -------- | -------- |
| Saison / Épreuve | Saison / Épreuve | Class.  | Points  | Class.   | Points   |
| 1997             | 1997             | 86e     | 41      | 34e      | 41       |
| 1999             | 1999             | 84e     | 40      | 37e      | 48       |
| 2000             | 2000             | 89e     | 49      | 30e      | 49       |
| 2001             | 2001             | 106e    | 28      | 44e      | 28       |

### Championnats du monde
Kevin Wert participe à deux éditions des championnats du monde, en 1999 à Vail et 2001 à Sankt Anton am Arlberg.
| Épreuve / Édition | Vail 1999 | Sankt Anton 2001 |
| Descente          | 27e       | Pas au départ    |

### Coupe d'Europe
Entre 1995 et 2000 Kevin Wert prend dix-neuf départs en Coupe d'Europe.
- Meilleur classement final : 41e en 1997[9].
- Meilleur classement en descente : 4e en 1999[9].
- Deux victoires en descente à Val d'Isère en 1997 et Falcade en 1999[8].

#### Classements
| Saison / Épreuve | Saison / Épreuve | Général | Général | Descente | Descente |
| ---------------- | ---------------- | ------- | ------- | -------- | -------- |
| Saison / Épreuve | Saison / Épreuve | Class.  | Points  | Class.   | Points   |
| 1996             | 1996             | 122e    | 11      | 32e      | 11       |
| 1997             | 1997             | 41e     | 182     | 11e      | 182      |
| 1999             | 1999             | 45e     | 150     | 4e       | 150      |
| 2001             | 2001             | 122e    | 45      | 32e      | 45       |

### Championnats du monde juniors
Kevin Wert ne participe qu'à une édition des championnats du monde juniors, en 1994 à Lake Placid, où il est titré en descente.
| Épreuve / Édition | Lake Placid 1994 |
| Descente          | Or               |
| Super G           | 14e              |
| Géant             | 27e              |